# Final Fantasy Crystal Chronicles: My Life as a King
Final Fantasy Crystal Chronicles: My Life as a King (яп. 小さな王様と約束の国 ファイナルファンタジー・クリスタルクロニクル тиисана осама то якусоку но куни файнару фантадзи: курисутару куроникуру, «Маленький король и обетованное королевство») — японская компьютерная игра в жанре градостроительный симулятор, разработанная и выпущенная в 2008 году компанией Square Enix для сервиса WiiWare доступного на приставке Wii. Изначально издавалась исключительно на японском языке, но уже через пару месяцев появились версии для других регионов: Северной Америки и PAL-региона. Хронологически игра представляет собой третью часть в серии Crystal Chronicles и конкретно является продолжением оригинальной Final Fantasy Crystal Chronicles, однако в отношении жанра существенно отличается от своих предшественниц.
Главным героем выступает юный сын короля, в первой игре лишившийся собственного королевства — теперь ему практически с нуля предстоит отстроить новую мирную и процветающую страну. По умолчанию королевство называется Падарак, но присутствует возможность переименовать его по своему усмотрению. При старте игрок имеет в распоряжении небольшой городок, запустелый замок и магический кристалл, сила которого позволяет создавать различные здания и сооружения, способствующие, в свою очередь, росту населения. Успешное строительство невозможно без добычи ресурсов, расположенных в многочисленных подземельях и гротах поблизости. Управление сравнительно простое, с ремоутом игрок способен контролировать происходящее одной рукой. Каждый «день» внутриигрового времени соответствует приблизительно десяти реальным минутам (в зависимости от уровня морали королевства), в ходе прохождения постепенно открываются новые функции и возможности, значительно разнообразящие игровой процесс.
My Life as a King является первой игрой, использующей технологию Pay & Play сетевого сервиса Nintendo Wi-Fi Connection.

## Отзывы
| Сводный рейтинг | Сводный рейтинг |
| Агрегатор       | Оценка          |
| --------------- | --------------- |
| GameRankings    | 79,89 %         |

Критики встретили игру большей частью положительно. В частности, обозреватель портала IGN, оценивающий японскую версию, был впечатлён качеством и широтой игры, назвав её отличным стартом сервиса WiiWare. Позже, после североамериканской премьеры, в их ревью прозвучали отрицательные ноты, связанные с разочарованием по поводу отсутствия каких-либо сторонних квестов: «В этой Final Fantasy вы сидите дома и отправляете играть в Final Fantasy других людей». Тем не менее, они отметили, что My Life as a King обязательно придётся по вкусу тем, кто решит уделить ей должное внимание. Рецензия сайта 1UP.com по глубине и проработанности сравнивает игру с Animal Crossing, однако опять же отмечает явно недостаточное количество ролевых элементов. Official Nintendo Magazine оценил проект на 88 %, похвалив глубину и быстрое привыкание к происходящему.